# 카디프 블루스
카디프 블루스(Cardiff Blues)는 2003년 창단한 웨일스 카디프의 프로 럭비 팀이다. 홈구장은 카디프 시티 스타디움이며 현재 마그너스 리그에 참가하고 있다.

## 우승
- 앵글로 웰시 컵 - 2008-09
- 암린 챌린지 컵 - 2009-10